# ОШ „Милутин и Драгиња Тодоровић” Крагујевац
ОШ „Милутин и Драгиња Тодоровић” Крагујевац је државна установа основног образовања, основана 1961. године, под називом осморазредна Осма основна школа која у току школске 1961/62. године добија назив Основна школа „Милутин Тодоровић”. Од 22. маја 1985. године име школе се проширује и она сада носи данашњи назив.
Школа је све до 1978. године радила је у врло скученим просторијама, када је подигнута нова зграда. Школску зграду матичне школе чине два спојена објекта: стара зграда (павиљон) са осам учионица (од чега четири просторије за целодневни боравак деце, једна играоница и једна просторија за предшколску групу), и нова зграда са једанаест учионица и свим осталим потребним просторијама.
Од 1. септембра 1980. године четворогодишње издвојено одељење у Илићеву је припојено матичној школи. Зграда школе у издвојеном одељењу састоји се од четири учионице, наставничке канцеларије, библиотеке и трпезарије.